# برنالدا
برنالدا (به ایتالیایی: Bernalda) یک کومونه در ایتالیا است که در استان ماترا واقع شده‌است.

## خصوصیات
برنالدا ۱۲۶ کیلومترمربع مساحت و ۱۲٬۴۵۳ نفر جمعیت دارد و ۱۲۷ متر بالاتر از سطح دریا واقع شده‌است.

## خواهرخوانده
شهرهای لاکوئیلا، سیه‌نا، Massa Marittima، Mirabella Eclano و ونسا خواهرخوانده‌های برنالدا هستند.